# William De Groote
William De Groote (Brugge, 7 juli 1946) is een Belgische arts, specialist in orthopedische chirurgie en traumatologie, daarnaast actief in talrijke maatschappelijk relevante organisaties.

## Beroep
Na middelbare studies aan het Onze-Lieve-Vrouwecollege in Brugge, studeerde hij geneeskunde aan de RUG, waar hij specialiseerde in de orthopedische chirurgie en later ook buitengewoon lector werd.
Hij was diensthoofd van de afdeling orthopedie-traumatologie in het Algemeen Ziekenhuis Sint-Jan in Brugge tot in 2011.
In deze afdeling was hij gespecialiseerd in de heup-, enkel- en voetchirurgie, maar vooral in de traumatologie, meer bepaald de intramedullaire nageling en de polytraumatologie.
Hij bleef na 2011 actief in de orthopedische geneeskunde op de stadscampus Sint-Franciscus Xaverius van het Algemeen Ziekenhuis Sint-Jan.
Hij was voorzitter van BOTA (Belgian Orthopedic Trauma Association) van 1996 tot 2000 en van de AIOD / OTC (Orthopedic Trauma Care Belgium) van 1999 tot 2011.

## Hoger onderwijs
In 1995 was hij stichtend voorzitter van de KHBO (Katholieke Hogeschool Brugge – Oostende) en bleef dit tot de hogeschoolfusie in 2013 met de KATHO.
Van 2014 tot 2022 is hij voorzitter van de Algemene Vergadering van de katholieke West-Vlaamse fusiehogeschool Vives en werd er nadien erevoorzitter van.
In 2002 was hij mede-initiatiefnemer samen met ererector prof. dr. ir. André Oosterlinck tot de oprichting van de Associatie KU Leuven, waarvan hij ondervoorzitter is. Binnen deze associatie KU Leuven realiseerde hij de Kulab, de academische vestiging van de KU Leuven in Brugge.

## Geschiedenis van de geneeskunde
In 1992 was hij medeoprichter van het Collegium Medicum Historicum Brugense en van de werkgroep Montanus, die de studie van de medische geschiedenis in Brugge en West-Vlaanderen behartigt.
Hij is voorzitter van deze werkgroep sinds 2006 en was medeorganisator van de tentoonstellingen De lente der geneeskunde (1993) en Van chirurgijns tot pestheiligen, de geneeskunde in de 16de en de 17de eeuw (in 2011). Hij is mede-uitgever van de Tijdingen Montanus.
Voor zijn bijdrage aan de studie van de geschiedenis van de medische wetenschap, ontving hij in 2016 de Sartonmedaille, de wetenschapsprijs van de Universiteit Gent.

## Voetbal
De Groote was bestuurder bij Club Brugge KV (2003-2011). Hij introduceerde er het damesvoetbal en activeerde de Club-jeugdacademie.
In 2004 slaagde hij erin de topsportschool voor West-Vlaanderen in Brugge te doen vestigen en bevorderde hij de samenwerking met de Club-jeugdacademie.
Hij is voorstander van een fusie tussen de twee Brugse voetbalploegen uit eerste klasse, Cercle Brugge en Club Brugge, wat volgens zijn mening essentieel is om het professionele voetbal, op Europees niveau, in Brugge te bestendigen.

## Heilig Bloed

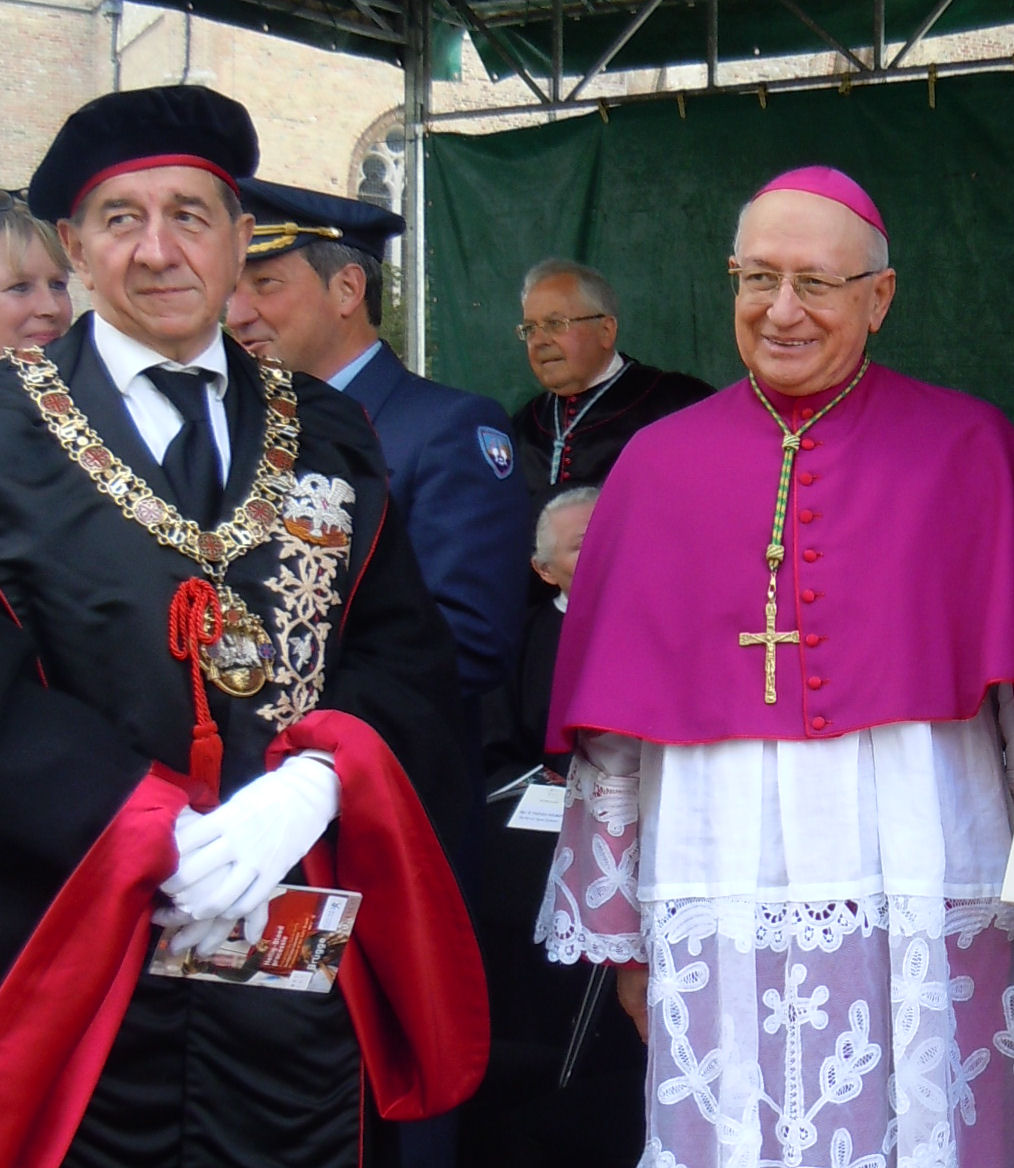
Proost Edele Confrérie van het Heilig Bloed, Dr. William De Groote en Nuntius, Giacinto Berloco

De Groote is sinds 2003 lid van de Edele Confrérie van het Heilig Bloed, en was er in 2013-2014 de proost van.
Sinds 2010 is hij voorzitter van de vzw Heilig Bloed, die de jaarlijkse Heilig Bloedprocessie in Brugge inricht. De processie is in dat jaar erkend door UNESCO als immaterieel cultureel werelderfgoed en is sinds 2023 opgenomen in het Canon van Vlaanderen.

## Volkstaal
Zijn leven lang heeft hij zich ingezet voor de bewaring van de Brugse volkstaal en volkse uitdrukkingen.
Hij heeft hiervan verzamelingen aangelegd en er verschillende publicaties aan gewijd.

## Publicaties

### Volkskundige werken
Drie uitgaven over specifieke woorden, uitdrukkingen en gezegden in het Brugs:
- Humor in de Geneeskunde, Brugge, uitg. Van de Wiele, 1990 (over patiënten bij Brugse artsen).
- Voetbalzotten, Brugge, 1992 (over supporters bij Cercle Brugge en Club Brugge).
- ’t Wit Vierkantje, humor in de liefdestaal, Brugge, 2000 (over het liefdesjargon in het Brugs).

### Geschiedkundige onderwerpen
- De ontstaansgeschiedenis van de KHBO, Brugge, 1999.
- De  universitaire droom van Brugge, in: KHBO campus Brugge, een droom, een architectuur, een beeld, Brugge, 2008.
- Medisch-historische Montanuswandeling, de verdwenen klinieken in Noord-Brugge, in: Montanus Tijdingen, 2009.
- De geschiedenis van de Traumatologie, in: Montanus Tijdingen, 2016.
- The history of skeletal fracture care, 5000 years of traumatology, in: Sartoria, vol. 29, 2016 - Acta Orthopedica Belgica, vol. 90, 2024.
- Barmhartig Brugge,  UWG Brugge, 2017.
- Samen met Nancy Boucquez & Ludo Meulebrouck, 100 jaar onderwijs verpleegkunde en 200 jaar onderwijs vroedkunde, Brugge, VIVES, 2019.
- Brugge en het Heilig Bloed - herkomst, vereing  en volksdevotie, in: Montanus Tijdingen, 2023.
- Brugges universitaire droom. De geschiedenis van het hoger onderwijs in Brugge en West-Vlaanderen, 2023.
- Prof. Dr. Joseph Sebrechts, de Prins  van de Brugse chirurgie, in: Montanus Tijdingen, 2024.
- De fatale val van Maria van Bourgondië in Sint-Pieters-op-de-Dijk in 1482, in: Montanus Tijdingen, 2024.

## Acties
In 1994 pleitte hij als eerste om de kandidatuur van Brugge voor te stellen als culturele hoofdstad van Europa. Dit leidde tot de aanduiding van Brugge voor het jaar 2002.
In 2009 deed hij een oproep tot het stadsbestuur opdat de gebouwen van het vroegere Sint-Clemensziekenhuis (Verbrand Nieuwland) en van het voormalige militair hospitaal (Peterseliestraat) zouden worden bewaard. De eerste werden in 2010 gesloopt, het tweede werd in 2024 gerenoveerd.